# Тенет
„Тенет“ (на английски: Tenet)

## Заснемане
Снимките започват през май 2019 г. и се състоят в общо седем държави – Дания, Естония, Индия, Италия, Норвегия, Великобритания и САЩ.